# Figura geométrica

Figuras geométricas que delimitan superficies planas.

Las figuras geométricas son el objeto de estudio de la geometría, rama de las matemáticas que se dedica a analizar las proporciones de las medidas de las figuras en el espacio o en el plano.

## Clasificación de las figuras geométricas
Para definir y clasificar las figuras geométricas, comúnmente se debe recurrir a conceptos fundamentales, tales como el de punto, recta, plano y espacio, que en sí mismas también se consideran figuras geométricas. A partir de ellas es posible obtener todas las figuras geométricas, mediante transformaciones y desplazamientos de sus componentes.
| Dimensión 0 (adimensional) |
| --- |
| - Punto |
| Dimensión 1 (lineales) |
| - Recta - Semirrecta - Segmento - Curva |
| Dimensión 2 (planas) |

Un segmento (1 dimensión) puede generar un polígono (2 dimensiones). Mediante nuevas transformaciones podemos obtener un poliedro (3 dimensiones), un polícoro (4 dimensiones) o diversos politopos (n dimensiones).

Proyección de un hipercubo, con una transformación similar a la que se puede aplicar a un cubo de tres dimensiones o también llamado 3D.

| - Plano Delimitan superficies (figuras geométricas en sentido estricto): - Polígono - triángulo - cuadrilátero - Sección cónica - elipse - circunferencia - parábola - hipérbola Describen superficies: - Superficie de revolución - Superficie reglada |
| Dimensión 3 (volumétricas) |
| Delimitan volúmenes (cuerpos geométricos): - Poliedro Describen volúmenes: - Sólido de revolución - cilindro - cono - esfera |
| Dimensión n (n-dimensionales) |
| - Politopo |

## Cuerpos geométricos

Cuerpos geométricos o figuras geométricas «sólidas» que delimitan volúmenes.

Un cuerpo geométrico es una figura geométrica tridimensional, es decir, que posee largo, ancho y alto, que ocupa un lugar en el espacio y que por lo tanto posee un volumen.
Los cuerpos geométricos se pueden clasificar a su vez en poliedros y cuerpos geométricos redondoso no poliedros.

### Poliedro (4 caras)
Los poliedros son cuerpos geométricos del espacio formado por polígonos, llamados caras, y unidos de tal modo que encierran una porción del espacio. Entre los más conocidos se encuentran los siguientes:
- Prismas
- Sólidos platónicos
- Sólidos arquimedianos
- Pirámides

### Redondos (Circulares)
Los cuerpos redondos son aquellos que tienen, al menos, una de sus caras curvada. Entre los más conocidos se encuentran:
- Cilindro
- Cono
- Esfera
- Huso esférico
- Toro